# Brandaris fyr
Brandaris fyr är en fyr på ön Terschelling i Vadehavet i den nederländska provinsen Friesland.
Fyrplatsen, som är Nederländernas äldsta, anlades på 1300-talet. Den första fyren underminerades av erosion och rasade omkring år 1570. Den ersattes av en ny fyr som dock rasade kort efter färdigställandet. Det nuvarande tornet byggdes år 1594. Fyren var endast tänd några få år på 1500-talet men togs åter i drift mer än två hundra år senare. År 1837 försågs fyrapparaten, som den första i Nederländerna, med en roterande Fresnel-lins. Fyren elektrifierades år 1907 och fyrapparaten år 1920.
Det fyrkantiga tonet är byggt av tegel och 53,7 meter högt med en lanternin på toppen. På utsiktsplatformen finns ett modernt kontrollrum varifrån man bland annat övervakar fartygstrafiken i Vadehavet och Zuiderzee. Fyrapparaten är försedd med en Fresnel-lins av fjärde ordningen och visar en vit blixt var femte sekund. Fyren är automatiserad och lysvidden är 29 sjömil.
Fyrplatsen är öppen men fyren är stängd för allmänheten. Ett vigselrum har inretts i fyrens bottenvåning. Terschelling kan nås med färja från Harlingen.